# HMS Onslow (1941)
HMS Onslow (Корабль Его Величества «Онслоу») — британский эскадренный миноносец типа O, участвовавший во Второй мировой войне.
Эсминец был заложен на верфи компании John Brown & Company 1 июля 1940 года.
Новый корабль должен был называться Pakenham, однако был назван Onslow.
«Onslow» поступил на вооружение Флота метрополии осенью 1941 года. Его самым значительным сражением было участие в защите арктического конвоя JW 51B на рубеже 1942/43 годов против немецкого крейсера «Адмирал Хиппер», во время которого эсминец получил серьёзные повреждения.
Выведен из эксплуатации в 1947 году, продан Пакистану в 1949 году вместе с двумя другими судами этого класса. Оставался в эксплуатации под названием Tippu Sultan до 1980 года.

## История строительства и конструкция
Вскоре после начала Второй мировой войны четыре верфи получили заказы на два корабля нового типа O, первые эсминцы Чрезвычайной военной программы. Шесть недель спустя ещё восемь эсминцев были заказаны как эсминцы типа P.
Четыре корабля типа О и все корабли типа Р получили 102-мм орудия, пригодные для противовоздушной обороны. Для этого один корабль второго заказа, строящийся в Фэрфилде, и одно в John Brown & Company, обменялись своими названиями с судами первого заказа, заказанными у Hawthorn, Leslie & Company, которые были определены как суда класса P.
«Pakenham», заказанный у John Brown & Company в октябре 1939 года, был спущен на воду в Клайдбанке 31 марта 1941 года. В августе 1941 года почти готовый корабль был переименован в «Onslow» и 8 октября 1941 года был достроен в качестве третьего эсминца в рамках программы военного заказа для Королевского флота.
Эсминцы типа O были вариантом типа J, предназначенным для быстрого строительства во время войны, от которого по сути были заимствованы форма корпуса и механизмы. Однако вооружение было существенно изменено по сравнению с последними предвоенными заказами. От двухорудийных или даже двухорудийных башен отказались, и вновь были предусмотрены одноорудийные установки с защитными щитками. В качестве орудия все еще планировалось использовать проверенное 120-мм орудие Mk IX, которым вооружались все британские эсминцы в период между мировыми войнами, но в итоге оно было установлено только на четырех из 16 кораблей.
Водоизмещение эсминца составляло 1550 тонн при длине 105,15 метров. Он был оснащен двумя адмиралтейскими котлами, работающими на нефти, и турбинами Парсонса. Турбины с редукторами мощностью 40 000 л. с. на двух валах обеспечивали максимальную скорость в 37 узлов. Экипаж корабля состоял из 176 человек.
«Onslow» был вооружен четырьмя 120-мм скорострельными орудиями Mk.IX и 102-мм зенитным орудием Mk.V на месте первоначально запланированного второго торпедного аппарата. Таким образом, недостаточная пригодность 120-мм орудий для противовоздушной обороны должна была быть в некоторой степени компенсирована. Этот дефицит привел к установке этого орудия в качестве основного вооружения на типе P в едином строю с вновь разработанным защитным экраном.
Кроме того, в качестве легкого вооружения были добавлены 40-мм зенитный «пом-пом» и четыре отдельных 20-мм пушки «Эрликон». Остальное вооружение состояло из четырёхтрубных 21-дюймовых торпедных аппаратов, а также двух бомбомётов и двух бомбосбрасывателей для глубинных бомб.

## История службы
6 августа 1941 года начались пробные испытания второго корабля Королевского флота «Onslow», который был принят 8 октября и должен был начать службу в составе Внутреннего флота в Скапа-Флоу. Первый «Onslow» также был построен в Фэрфилде в 1916 году как эсминец типа «М». Этот корабль участвовал в сражении при Скагерраке, сдан на слом в 1921 году.
31 октября первое задание «Onslow» заключалось в поддержке миноносца «Уэлшман» и двух вспомогательных миноносцев, вместе с эсминцами «Оффа» и «Ориби» и конвойным эсминцем «Брайтон», для прокладки нового барьера в морском районе между Фарерскими островами и Исландией. С 17 ноября заданием «Onslow» было обеспечение безопасности конвоя в Северном море в Советский Союз (PQ 4) вместе с тяжелыми крейсерами «Бервик» и «Оффа».
24 декабря 1941 года «Onslow» покинул Скапа-Флоу вместе с крейсером «Кения», эсминцами «Ориби» и «Оффа», судном «Чиддингфолд» и бывшими паромами «Принц Чарльз» и «Принц Леопольд» в качестве транспортировщиков войск для рейда на острова Вогсёй (операция «Стрельба из лука»). «Onslow» поддерживал десантные силы, включая норвежское подразделение коммандос Company Linge, своей артиллерией и, вместе с Prisenkommando, укомплектовал немецкую сторожевую лодку V5108 Föhn, на которой было закреплено скремблирующее устройство с инструкциями. Наступление было направлено против рыбоперерабатывающих заводов немцев и, вместе со вторым наступлением, предпринятым в то же время, должно было побудить немцев разместить больше войск в Норвегии. При отступлении нападавшие захватили норвежских добровольцев, а также норвежских коллаборационистов («Quislinge»). Оперативные группы вернулись в Скапа-Флоу 28-го числа.

### Операции 1942 года
«Онслоу» продолжал нести службу в составе Флота метрополии в охране «Северо-Западных подходов». 1 января 1942 года он спас 23 выживших из дрейфующей кормовой части теплохода «Cardita», который был торпедирован накануне, и 2-го числа доставил их в Рейкьявик. В марте судно вновь вошло в состав группы сопровождения конвоя PQ 12, а до конца мая и последующих конвоев вплоть до PQ 16, в которых судно было частью охраны. Однако эта группа с крейсерами Nigeria, Kent, Norfolk, Liverpool и эсминцами Oribi, Marne и Onslow оставалась с конвоем только 25 и 26 мая, а затем была отведена из-за угрозы со стороны подводных лодок. Конвой потерял десять кораблей (7 — в результате воздушных атак, 3 — в результате атак подводных лодок).
В июне судно было назначено для охраны конвоя WS19Z на Мальту (операция «Гарпун»). Пять его транспортов и один танкер должны были охраняться с Клайда крейсерами «Кения» и «Ливерпуль», эсминцами «Бедуин», «Икар», «Марн», «Матчлесс», «Эскейп» и «Онслоу», а также конвойными эсминцами «Миддлтон», «Бадсворт» и польским ПЛ «Куявяк» с 5 июня. Для обеспечения поставок, срочно необходимых на Мальте, 11-го числа к ним в Гибралтаре присоединилось большое количество других подразделений. В дополнение к западному конвою (операция «Гарпун»), восточный конвой из двенадцати транспортов, охраняемых Средиземноморским флотом (операция «Энергичный»), пытался в то же самое время достичь Мальты из Александрии.
«Onslow» был назначен охранять авианосную группу («Eagle», «Argus»), в которую входили семь эсминцев в дополнение к трём крейсерам.[3] 17-го числа «Icarus» сопроводил «Eagle» обратно в Гибралтар, который срочно нуждался в топливе.
20-го числа подразделения флота внутренних сил начали обратный поход, а затем взяли на себя охрану конвоя PQ 17. Возобновившийся ранний отход частей обеспечения благоприятствовал успеху немцев в уничтожении этого конвоя.
«Onslow» обеспечил охрану подразделений Внутреннего флота, а затем остался между Исландией и Британскими островами. В августе судно обеспечивало безопасность подразделений Внутреннего флота, возвращавшихся с очередной миссии в поддержку Мальты. В начале сентября судно входило в состав одной из двух групп охранения конвоя PQ 18, возглавляемого крейсером «Scylla», с двумя группами по восемь эсминцев в каждой, защищавших конвой. Несмотря на длительное и интенсивное охранение, этот конвой потерял тринадцать кораблей.
В конце октября 1942 года «Onslow» получил приказ на сопровождение конвоя WS 24 в Ирландском море, который должны были сопровождать через Атлантику эсминцы «Оффа», «Ориби», новый эсминец «Ротерхэм» и «Холкомб». Конвой имел солдат для Ближнего Востока на семи больших военно-транспортных средствах и впервые должен был пройти в Южную Африку через Бразилию, которая тем временем вступила в войну на стороне союзников. В него входили «Императрица Шотландии», «Athlone Castle» и «Stirling Castle» — три судна водоизмещением более 25 000 тонн. Курс на запад был выбран также из-за приближающейся высадки союзников в Северной Африке (операция «Факел»). Уже 2 ноября «Onslow» и «Offa» покинули конвой и зашли в порт Понта-Делгада на Азорских островах. На следующий день «Onslow» присоединился к Западной оперативной группе США и с 8-го числа поддерживал американские войска, высадившиеся в Касабланке. Уже отплыв в Гибралтар 10-го числа, «Onslow» и «Oribi» отправились оттуда обратно в Скапа-Флоу с 14-го по 18-е число.
25 декабря 1942 года «Onslow» принял на себя эскортное обеспечение совместного конвоя JW 51B в Северном море вместе с эсминцами «Obedient», «Obdurate», «Oribi» и «Orwell». Конвой из 15 кораблей также охраняли эсминец «Achates», минный тральщик, два корвета и два вооруженных тральщика. В очень тяжелых погодных условиях конвой направлялся в Мурманск, когда 31 декабря 1942 года он был атакован немецким тяжелым крейсером «Адмирал Хиппер». Командир «Onslow», капитан Роберт Шербрук повёл остальные эсминцы в фиктивные торпедные атаки на «Хиппер», чтобы заставить крейсер не закрываться, одновременно ставя дымовую завесу для защиты конвоя. Примерно через 40 минут «Onslow» был поражен тремя снарядами с «Хиппера» и получил серьезные повреждения. Два орудия были выведены из строя, начался сильный пожар, 17 членов экипажа были убиты, 23 ранены, включая Шербрука. «Achates» затонул после попадания с «Хиппера», а «Obedient» получил повреждения, прежде чем прибытие британских крейсеров «Шеффилд» и «Ямайка» изменило ход сражения, повредив «Хиппер» и потопив эсминец «Фридрих Экольдт», прежде чем немцы отошли. Конвой был спасён, ценой потери «Achates» и минного тральщика «Bramble». За свои действия в сражении Шербрук был награжден Крестом Виктории.

### Операции 1943/44 годов
В результате Новогоднего боя «Онслоу» прошел временный ремонт в Мурманске и смог вернуться в Великобританию только 29 января 1943 года с конвоем RA 52. 7 февраля он зашел на верфь в Халле для проведения капитального ремонта. Была установлена современная решетчатая мачта, обновлена радарная система и установлен новый радиопеленгатор. В начале ноября 1943 года Onslow вошел в дальний эскорт конвоя RA 54A, возвращавшегося из России, а затем принял участие в ближнем конвое JW 54A с 18 по 24 ноября и в ближнем конвое RA 54B с 28 ноября по 5 декабря, причём ни один из конвоев не был атакован немецкими силами.[56] С 22 по 29 декабря Onslow вошел в эскорт конвоя JW 55B. Попытка немецкого линкора «Шарнхорст» атаковать конвой привела к сражению у Северного мыса 26 декабря, когда «Шарнхорст» был потоплен линкором «Дюк оф Йорк». Сам конвой не пострадал. «Onslow» вернулся в Великобританию в составе эскорта конвоя RA 55B с 1 января по 7 января 1944 года.
В начале 1944 года судно прошло капитальный ремонт, а радарная система вновь усовершенствована. С марта судно также готовилось к развертыванию в Ла-Манше в случае высадки союзников на континенте. В конце месяца было возобновлено развертывание в обеспечении совместного конвоя в Северном море (JW 58) с крейсером «Diadem», эскортными авианосцами «Activity» и «Tracker» и эсминцами «Obedient», «Offa», Offa, «Opportune», «Oribi», «Orwell», «Saumarez», «Serapis», «Scorpion», «Venus», а также норвежским «Stord». 14 мая «Онслоу» принял участие в рейде авианосцев «Император» и «Страйкер» против судов у берегов Норвегии.
С конца мая «Онслоу» и эсминцы того же типа были назначены в состав сил обеспечения безопасности планируемого вторжения. Происходили столкновения со скоростными катерами, воздушные атаки на катера и артиллерийская поддержка десантных сил. 12 августа лодка вместе с «Диадемом» и «Пиоруном» участвовала в потоплении барражирующего прорывателя 7. С сентября судно вновь сопровождало конвои JW 60, JW 61, JW 62.

### Последние миссии в составе Королевского флота
«Onslow» вновь участвовал в рейде против судоходства у норвежского побережья 11 января 1945 года. С крейсерами «Норфолк» и «Беллона» и эсминцами «Onslow» и «Оруэлл» были атакованы прибрежные перевозки, потоплены минный тральщик М 273 и два грузовых судна. В феврале «Onslow» обеспечил охрану конвоя JW 64. Дальнейшие операции против судоходства у норвежского побережья продолжались до конца войны. С 12 мая «Onslow» входил в состав охраны последнего североморского конвоя JW 67.
С 5 по 7 июня 1945 года «Onslow», вместе с «Девонширом» и эсминцами «Обдурате», «Orwell» и норвежским «Стордом», был частью эскорта возвращающегося короля Хокона VII на HMS Norfolk, который был восторженно принят в Осло. После пяти дней пребывания в норвежской столице «Онслоу» посетил Копенгаген. После службы в Балтийском море последовал визит в Роттердам.
С 29 декабря 1945 года по 3 февраля 1946 года судно принимало участие в операции «Deadlight». Затем участвовало в тренировках и испытаниях с подводными лодками в Портсмуте до апреля 1947 года. Продажа Пакистану состоялась 30 сентября 1949 года.

### Служба в ВМС Пакистана
Купленный «Onslow» был введен в состав ВМС Пакистана под названием «Tippu Sultan», вместе с эсминцем «Offa» под названием Tariq в 1949 году. В 1951 году к «Onslaught» был добавлен «Tughril». Три судна служили в качестве эсминцев флота.
В 1957 году «Tippu Sultan» был выведен из эксплуатации и переоборудован в противолодочный фрегат «Тип 16» в Биркенхеде. Преобразование было проведено и на «Tughril». Tariq был возвращен в Великобританию в 1959 году и сдан на металлолом. Переоборудование было выполнено в соответствии со спецификациями Королевского флота для их переоборудования, а вооружение было полностью обновлено.
В 1960 году судно вернулось в Пакистан и оставалось в эксплуатации как последнее судно класса вплоть до вывода из эксплуатации в 1980 году.